# Gustav Kleinschmit
Gustav Kleinschmit, ab 26. September 1878 Freiherr Gustav Kleinschmit von Lengefeld (* 1. November 1811 in Arolsen; † 26. November 1879 in Marburg) war ein deutscher Jurist und Politiker.

## Leben
Kleinschmits Eltern waren der waldeckische Hofgerichtsrat Friedrich Carl Kleinschmit (1778–1864) und dessen Ehefrau Christiane Sophie Friederike, geborene Suden. Der Politiker Reinhard Kleinschmit (1820–1863) und der Generalmajor Julius von Kleinschmit (1825–1902) waren seine Brüder. Er heiratete am 18. September 1838 in Arolsen Cornelia Caroline von Hadel. 
Kleinschmit studierte 1828/29 an der Universität Göttingen Rechtswissenschaften. Danach setzte er seine Studien in Marburg und Heidelberg fort. Nach dem Examen 1831 wurde er waldeckischer Amtsakzessist. Ab 1835 war er Advokat und Prokurator am Hofgericht in Korbach, anschließend Regierungsprokurator und Landfiskal in Arolsen. 1843 wurde er Justizamtsassessor in Arolsen, wo er 1848 Justizamtmann und 1850 Kreisrichter wurde. 1853 wurde er zum Kreisgerichtsrat befördert. Er nahm 1858 seinen Abschied und lebte danach in Marburg oder auf seinen Gütern in Lengefeld, Meineringhausen und Dingeringhausen, die er 1870 in einen Familienfideikommiss umwandelte. 1878 wurde er als Gustav Freiherr Kleinschmit von Lengefeld in den waldeckischen Freiherrenstand erhoben. 
1849 bis 1851 war er für den X. Wahlkreis und 1859 bis 1863 für den Wahlkreis Kreis der Twiste Abgeordneter im Landtag des Fürstentums Waldeck-Pyrmont. 1862 bis 1863 war er Vizepräsident des Parlaments.